# Matra R422
Le missile Matra R422 est un missile sol-air à guidage électromagnétique semi-actif conçu par Matra dans les années 1950.

## Conception et développement
Le R422 a été développé par Matra dans le cadre du programme SA20 de l'armée française pour un sol-air longue portée (SALP). Il est alors en concurrence avec le DEFA PARCA et le SNCASE SE.4400. Il devait pouvoir intercepter des bombardiers volant à une altitude comprise entre 3 000 m et 11 000 m et à une vitesse entre Mach 0,5 et Mach 2.
Les premiers tirs guidés ont été menés au printemps 1958 à Hammaguir. Bien que ceux-ci se soient déroulés avec succès, lors de la dernière phase, l'acquisition de la cible, l'autodirecteur s'est révélé peu satisfaisant. Le programme est alors arrêté en août 1958 après la décision d'équiper l'armée française avec le missile américain Hawk.
Au total, 164 exemplaires du R.422 furent lancés entre 1954 et 1958.

## Description et fonctionnement
Le R422 est un missile à deux étages à propulsion solide. La première version R422A utilisait un moteur de croisière SEPR 703 délivrant 290 kNs en 20 s. Le propulseur d'appoint était initialement constitué par un groupe de trois moteurs SEPR 5051 délivrant chacun 410 kNs en 4.2 s ; il a été ensuite remplacé par un moteur unique de type SEPR 732 délivrant 880 kNs en 4.5 s. La seconde version R422B, plus longue, utilisait un moteur de croisière SEPR 705 de performances identiques au précédent, mais avec un tube de flammes plus long.  Le propulseur d'appoint était initialement le SEPR 732 (version B1); il a été ensuite remplacé par un moteur SEPR 734 délivrant 1020 kNs en 4 s (version B2). Une version R422B3 à moteur de croisière SEPR 706 délivrant 350 kNs en 24 s avait été prévue dans la suite du programme mais n'a jamais volé.
Le guidage du missile s'effectue grâce à deux radars COTAL (COduite de Tir de l’Artillerie Lourde) : l'un poursuit la cible et l'autre le missile. Le site et l'azimut du missile et de la cible ainsi que la distance entre les deux sont envoyés à un calculateur qui élabore les ordres en roulis, tangage et lacet qui sont envoyés à l'engin par radio. Quand la cible est suffisamment proche un guidage par autodirecteur électromagnétique semi-actif prend le relais, seul le radar suivant la cible est alors nécessaire. Quand le missile est assez proche de sa cible, le détecteur de proximité fait exploser la charge.
Le R422 est tiré depuis un lanceur rotatif à une élévation comprise entre 30 et 90°.
Construit par Matra, le R422 est équipé d'un radar Thomson-Houston, d'un système de radiocommande et de guidage terminal SFENA, d'un calculateur SEA et de moteurs produits par SEPR.

## Variantes et dérivés
- R431 : Version développée parallèlement au R422 mais dont le missile est propulsé par un statoréacteur en lieu et place du propulseur à poudre[9].

## Exemplaire survivant
Un exemplaire est visible, en 2024, au Musée européen de l'aviation de chasse de Montélimar.